# Seznam zápasů československé a německé hokejové reprezentace
Seznam zápasů československé a německé hokejové reprezentace uvádí data, výsledky a místa konání vzájemných zápasů hokejových reprezentací Československa a Německa.

## Lední hokej na olympijských hrách
| Datum utkání | Výsledek | Rok  | Místo        | Branky Československa |
| ------------ | -------- | ---- | ------------ | --- |
| 17. 2. 1952  | 6 : 1    | 1952 | Oslo         | 2× Miloslav Charouzd, 2× Vlastimil Bubník, Slavomír Bartoň, Jiří Sekyra                                                             |
| 3. 2. 1956   | 9 : 3    | 1956 | Cortina      | 2x Miroslav Kluc, 2x Václav Pantůček, Jan Kasper, Zdeněk Návrat, Bohumil Prošek, Karel Gut, Vladimír Zábrodský                      |
| 27. 2. 1960  | 9 : 1    | 1960 | Squaw Valley | 2x Miroslav Vlach, 2x František Vaněk, Vlastimil Bubník, Rudolf Potsch, Jan Kasper, Jaroslav Jiřík, František Tikal                 |
| 29. 1. 1964  | 11 : 1   | 1964 | Innsbruck    | 2x Vlastimil Bubník, 2x Jiří Dolana, 2x Jaroslav Walter, Jiří Holík, Jaroslav Jiřík, František Tikal, Miroslav Vlach, Rudolf Potsch |
| 8. 2. 1968   | 5 : 1    | 1968 | Grenoble     | Jan Hrbatý, Jozef Golonka, Jan Havel, Petr Hejma, František Ševčík                                                                  |
| 12. 2. 1976  | 7 : 4    | 1976 | Innsbruck    | 2x Milan Nový, Ivan Hlinka, František Pospíšil, Jaroslav Pouzar, Vladimír Martinec, Jiří Holík                                      |
| 18. 2. 1980  | 11 : 3   | 1980 | Lake Placid  | 3x Milan Nový, 3x Jaroslav Pouzar, 2x Peter Šťastný, Anton Šťastný, Bohuslav Ebermann, Peter Šťastný                                |
| 13. 2. 1988  | 1 : 2    | 1988 | Calgary      | Jiří Hrdina |

## Mistrovství světa v ledním hokeji
| Datum utkání | Výsledek | Rok  | Místo      | Branky Československa |
| ------------ | -------- | ---- | ---------- | --- |
| 9. 2. 1934   | 0 : 1 PP | 1934 | Milán      | Ne |
| 22. 2. 1937  | 1 : 2 PP | 1937 | Londýn     | Jaroslav Císař |
| 20. 2. 1938  | 3 : 0    | 1938 | Praha      | Alois Cetkovský, Josef Maleček, Ladislav Troják                                                                                   |
| 7. 2. 1939   | 1 : 1 PP | 1939 | Curych     | František Pergl |
| 7. 3. 1953   | 11 : 2   | 1953 | Curych     | 3x Slavomír Bartoň, 2x Bronislav Danda, 2x Miroslav Kluc, 2x Vlastimil Bubník, Miroslav Rejman, Jan Lidral                        |
| 12. 3. 1953  | 9 : 4    | 1953 | Curych     | 2x Miroslav Rejman, 2x Vlastimil Bubník, Bronislav Danda, Jiří Sekyra, Oldřich Seiml, Slavomír Bartoň, Karel Bílek                |
| 27. 2. 1954  | 9 : 4    | 1954 | Stockholm  | 3x Vlastimil Bubník, 3x Bronislav Danda, 2x Vladimír Zábrodský, Miroslav Nový                                                     |
| 2. 3. 1955   | 8 : 0    | 1955 | Düsseldorf | 2x Václav Pantůček, 2x Slavomír Bartoň, Vlastimil Bubník, Vlastimil Hajšman, Vladimír Zábrodský, Jiří Sekyra                      |
| 5. 3. 1961   | 6 : 0    | 1961 | Ženeva     | 2x Jiří Dolana, 2x Bohumil Prošek, Josef Černý, Vlastimil Bubník                                                                  |
| 7. 3. 1963   | 10 : 1   | 1963 | Stockholm  | 2x Jiří Dolana, 2x Jaroslav Jiřík, Josef Černý, Luděk Bukač, František Vaněk, František Gregor, Jaroslav Walter, Jaroslav Jiřík   |
| 18. 3. 1967  | 6 : 2    | 1967 | Vídeň      | 2x Jan Havel, Jozef Golonka, Ivan Grandtner, Stanislav Prýl, Jiří Holík                                                           |
| 22. 3. 1971  | 9 : 1    | 1971 | Bern       | 2x Bohuslav Šťastný, Jiří Kochta, Richard Farda, Josef Černý, Vladimír Martinec, Josef Horešovský, Jiří Holík, František Pospíšil |
| 30. 3. 1971  | 4 : 0    | 1971 | Ženeva     | 2x Josef Černý, Václav Nedomanský, Vladimír Martinec                                                                              |
| 10. 4. 1972  | 8 : 1    | 1972 | Praha      | 2x Jaroslav Holík, 2x Bohuslav Šťastný, Vladimír Martinec, Jiří Kochta, Rudolf Tajcnár, Václav Nedomanský                         |
| 18. 4. 1972  | 8 : 1    | 1972 | Praha      | 2x Jiří Kochta, 2x Jaroslav Holík, Josef Paleček, Bohuslav Šťastný, Josef Horešovský, Vladimír Martinec                           |
| 3. 4. 1973   | 4 : 2    | 1973 | Moskva     | 2x Jaroslav Holík, Oldřich Machač, Jiří Kochta                                                                                    |
| 11. 4. 1973  | 7 : 2    | 1973 | Moskva     | Richard Farda, Josef Horešovský, Josef Paleček, Oldřich Machač, Bohuslav Šťastný, Jiří Bubla, Václav Nedomanský                   |
| 19. 4. 1976  | 9 : 1    | 1976 | Katovice   | 2x Ivan Hlinka, 2x Jiří Holík, Eduard Novák, Bohuslav Šťastný, Vladimír Martinec, Jiří Bubla, František Černík                    |
| 22. 4. 1977  | 9 : 3    | 1977 | Vídeň      | 3x Bohuslav Ebermann, 2x Milan Nový, 2x Marián Šťastný, Ivan Hlinka, Vladimír Martinec                                            |
| 29. 4. 1978  | 8 : 2    | 1978 | Praha      | 3x Marián Šťastný, 2x Bohuslav Ebermann, Peter Šťastný, František Černík, Milan Kajkl                                             |
| 14. 4. 1981  | 6 : 2    | 1981 | Göteborg   | 2x Milan Nový, Jaroslav Korbela, Miroslav Dvořák, Petr Míšek, Pavel Richter                                                       |
| 15. 4. 1982  | 2 : 4    | 1982 | Helsinky   | Milan Nový, Jindřich Kokrment |
| 24. 4. 1983  | 3 : 3    | 1983 | Mnichov    | Jiří Lála, Vincent Lukáč, Oldřich Válek                                                                                           |
| 20. 4. 1985  | 6 : 1    | 1985 | Praha      | Dárius Rusnák, Jiří Lála, Oldřich Válek, Antonín Stavjaňa, Jiří Hrdina, Igor Liba                                                 |
| 13. 4. 1986  | 3 : 4    | 1986 | Moskva     | Vladimír Růžička, Dušan Pašek, Jiří Lála                                                                                          |
| 25. 4. 1986  | 3 : 1    | 1986 | Moskva     | 2x Dušan Pašek, Jiří Hrdina |
| 25. 4. 1987  | 5 : 2    | 1987 | Vídeň      | Vladimír Růžička, Petr Rosol, Dušan Pašek, Libor Dolana, Jiří Hrdina                                                              |
| 15. 4. 1989  | 3 : 3    | 1989 | Stockholm  | Vladimír Růžička, Jerguš Bača, Bedřich Ščerban                                                                                    |
| 20. 4. 1990  | 3 : 0    | 1990 | Bern       | Robert Reichel, Ladislav Lubina, Jiří Kučera                                                                                      |
| 23. 4. 1991  | 7 : 1    | 1991 | Turku      | Bobby Holík, Radek Ťoupal, Jiří Šlégr, Robert Reichel, Josef Beránek, Petr Rosol, David Volek                                     |
| 1. 5. 1991   | 4 : 1    | 1991 | Turku      | 2x Richard Žemlička, David Volek, Petr Rosol                                                                                      |

## Mistrovství Evropy v ledním hokeji
| Datum utkání | Výsledek | Rok  | Místo    | Branky Československa                                    |
| ------------ | -------- | ---- | -------- | -------------------------------------------------------- |
| 15. 2. 1911  | 4 : 1    | 1911 | Berlín   | 2x Jaroslav Jarkovský, Jaroslav Jirkovský, Josef Šroubek |
| 4. 2. 1912   | 2 : 2    | 1912 | Praha    | Jaroslav Jirkovský, Josef Šroubek                        |
| 26. 1. 1913  | 4 : 2    | 1913 | Mnichov  | 3x Otakar Vindyš, Jaroslav Jirkovský                     |
| 27. 2. 1914  | 2 : 0    | 1914 | Berlín   | Jaroslav Jirkovský, Josef Páral                          |
| 24. 1. 1927  | 1 : 2    | 1927 | Vídeň    | Josef Maleček                                            |
| 29. 1. 1929  | 2 : 1    | 1929 | Budapešť | 2x Josef Maleček                                         |
| 17. 3. 1932  | 0 : 1    | 1932 | Berlín   | Ne                                                       |

## Kanadský pohár
| Datum utkání | Výsledek | Rok  | Místo  | Branky Československa                                 |
| ------------ | -------- | ---- | ------ | ----------------------------------------------------- |
| 4. 9. 1984   | 4 : 4    | 1984 | London | Ladislav Svozil, Petr Klíma, Igor Liba, Vincent Lukáč |

## Ostatní zápasy
| Datum utkání | Výsledek | Zápas                | Místo                  | Branky Československa |
| ------------ | -------- | -------------------- | ---------------------- | --------------------- |
| 20. 11. 1935 | 2 : 2    | přátelsky            | Praha                  |                       |
| 11. 1. 1940  | 5 : 1    | přátelsky            | Garmisch-Partenkirchen |                       |
| 1. 1. 1955   | 8 : 0    | přátelsky            | Garmisch-Partenkirchen |                       |
| 2. 1. 1955   | 7 : 3    | přátelsky            | Füssen                 |                       |
| 26. 11. 1955 | 8 : 6    | přátelsky            | Brno                   |                       |
| 27. 11. 1955 | 5 : 2    | přátelsky            | Praha                  |                       |
| 24. 11. 1964 | 8 : 0    | přátelsky            | Praha                  |                       |
| 20. 2. 1968  | 10 : 0   | přátelsky            | Landshut               |                       |
| 1. 4. 1972   | 7 : 0    | přátelsky            | Ústí nad Labem         |                       |
| 5. 4. 1972   | 12 : 1   | přátelsky            | Praha                  |                       |
| 4. 1. 1977   | 11 : 2   | přátelsky            | Teplice                |                       |
| 5. 1. 1977   | 3 : 1    | přátelsky            | Ústí nad Labem         |                       |
| 3. 1. 1980   | 3 : 1    | přátelsky            | Mannheim               |                       |
| 5. 1. 1980   | 4 : 4    | přátelsky            | Mnichov                |                       |
| 4. 4. 1981   | 7 : 1    | přátelsky            | Selb                   |                       |
| 5. 4. 1981   | 3 : 2    | přátelsky            | Sokolov                |                       |
| 19. 12. 1982 | 11 : 2   | Cena Izvestijí 1982  | Moskva                 |                       |
| 19. 12. 1984 | 10 : 3   | Cena Izvestijí 1984  | Moskva                 |                       |
| 22. 12. 1987 | 3 : 4    | Cena Izvestijí 1987  | Moskva                 |                       |
| 30. 12. 1987 | 3 : 2    | Deutschland Cup 1987 | Stuttgart              |                       |
| 22. 12. 1989 | 5 : 0    | Cena Izvestijí 1989  | Moskva                 |                       |
| 11. 11. 1990 | 4 : 2    | Deutschland Cup 1990 | Stuttgart              |                       |
| 1. 5. 1992   | 4 : 1    | Cena Izvestijí 1992  | Moskva                 |                       |
| 10. 11. 1991 | 3 : 4    | Deutschland Cup 1991 | Praha                  |                       |
| 8. 11. 1992  | 3 : 4    | Deutschland Cup 1992 | Stuttgart              |                       |

- pokračuje Seznam zápasů české a německé hokejové reprezentace

## Celková bilance vzájemných zápasů Československa a Německa
| Zápasy | Výhry | Remízy | Prohry | Skóre   |
| ------ | ----- | ------ | ------ | ------- |
| 72     | 55    | 7      | 10     | 401:130 |

Poznámky k utkáním:
- 1911 - 1914 Čechy
- 1911 - 1914 Německá říše (císařství)
- 1927 - 1940 Německá říše (republika), Velkoněmecká říše
- 1940 Protektorát Čechy a Morava
- 1952 - 1990 Spolková republika Německo (tzv. Západní Německo)
- 1990 - 1992 Spolková republika Německo (sjednocené Německo)